# Різновійчасті інфузорії
Різновійчасті інфузорії (Heterotrichea) — клас інфузорій.

## Опис
Різновійчасті інфузорії забезпечені зоною мембранел, що йде від переднього кінця до рота, яка завертається вправо і називається адоральною зоною мембранел. Мембранелами називаються тонкі пластинки, зі склеєних між собою війок, що складаються з 2-4 рядів. Все інше тіло рівномірно покрите віями. Представники цього класу також звичайні мешканці наших прісних водойм.

## Спосіб життя
У гниючій болотяній воді часто можна зустріти у дуже великих кількостях довгу червоподібну Spirostomum. Ця інфузорія досягає 2 мм завдовжки і добре видна неозброєним оком. Адоральна зона мембранел починається біля переднього кінця і закінчується у першій третині тіла. У S. arnbiguum (найпоширеніший вид) довгий чітко помітний макронуклеус і кілька мікронуклеусів. Велика скорочувальна вакуоля займає майже весь задній кінець тіла, який здається через це світлим. Один приводний канал проходить майже по всьому тілу інфузорії . Так само часто зустрічаються різні види роду Stentor. Це великі, понад 0,5 мм завдовжки, воронкоподібні інфузорії з вузьким заднім кінцем. Адоральна зона мембранел огинає широке перистомне поле, яке розташоване на передньому кінці.
Spirostomum і Stentor оснащені розташованими в пеликулі мускульними фібрилами (міонемами), за допомогою яких вони можуть швидко скорочуватися. Стентор часто прикріплюються до субстрату. Досить часто зустрічається Bursaria truncatella — велика (до 1 мм) інфузорія з дуже складною перистомою.

## Досліди над регенерацією
Великий Stentor з довгим ядром, яке розташоване майже по всій довжині тіла — зручний об'єкт для дослідів з регенерації. Дуже багато найпростіших здатні відновлювати втрачені частини тіла, але за неодмінної умови, щоб у відрізаному шматочку, крім протоплазми, була і ділянка ядра. Відрізана ділянка протоплазми без ядра гине. Stentor досить легко розрізати на кілька частин за допомогою маленького скальпеля, який можна виготовити, нагостривши звичайну препарувальну голку. Вже через 2-3 години помітно, що безформні спочатку шматочки починають «заліковувати рани», відрощувати втрачені органи і швидко набувати форми нормального стентора тільки меншої величини. Відрізана задня ділянка відновлює передній кінець з адоральною зоною мембранел і перистомою, середня ділянка відновлює передній і задній кінці тіла і т. д. Зазвичай весь процес формування нормального тварини з відрізаного шматочка протоплазми з ядром триває близько 24 годин.

## Паразитизм
До цього класу відноситься і ряд паразитичних форм. У першу чергу балантидій (Balantidium coli) — небезпечний паразит товстої кишки людини, який спричинює балантидіаз, що проявляється хронічною діареєю. Це овальна інфузорія, 50 — 80 мкм завдовжки і 40-60 мкм завширшки. На передньому кінці знаходиться перистома, по спинній стінці якого розташована адоральна зона мембранел. У центрі інфузорії розташований овальний або бобоподібний макронуклеус, у виїмці якого лежить мікронуклеус. Є дві скоротливі вакуолі. Балантидій паразитує у товстій кишці, часто проникає в стінку кишки, руйнує навколишні тканини і спричинює утворення виразок.
В. coli інцистується в кишці. Інфузорія втрачає вії і оточується щільною двошаровою оболонкою. Овальні або кулясті цисти мають у порівнянні з цистами інших найпростіших дуже великий розмір; вони досягають 50-60 мк у діаметрі. Зараження відбувається через заковтування цист. Деякі автори вважають, що В. coli ідентичний з В. suis свиней і що свиня служить джерелом зараження людини.
 
Крім балантидія в кишці людини зрідка зустрічається Nycthoterus faba — інфузорія бобоподібна, передній кінець якої загнутий на черевну сторону. Щілиноподібна перистома сягає середини тіла. Довжина 26-28 мкм, ширина 16-18 мкм. Інший представник цього роду N. ovalis живе в кишківнику таргана чорного, N. cordiformis — жаб і ропух.